# 프리드리히 요제프, 나우엔도르프 백작
나우엔도르프 백작 프리드리히 요제프(독일어: Friedrich Joseph of Nauendorf)는 프랑스 혁명 전쟁 기간 동안 합스부르크에서 복무했으며, 대담한 기병 습격으로 유명했다. 프랑스 혁명 전쟁의 대부분의 오스트리아 장교들과 마찬가지로 그는 젊은 나이에 군대에 입대하여 바이에른 왕위 계승 전쟁에 참전했다. 전쟁의 시작에서 그는 프로이센 국경 습격을 성공적으로 격퇴하여 마리아 테레지아 황후의 아들 요제프의 존경을 받았다. 오스만 제국과의 합스부르크 국경 전쟁에서 그의 지속적인 성공은 지휘관으로서의 명성을 더했다.
1차와 2차 연합 전쟁에서 그의 군대는 마인츠를 성공적으로 구조하는 데 필수적이었고, 그의 사령부는 프랑스 철수 기간 동안 프랑스 공성 열차와 대부분의 보급품을 점령했다. 1799년 슈바벤 전역에서 그는 상급 근위대를 지휘했고, 나중에는 1799년 3월 25일 슈토카흐 전투에서 주열대의 중앙을 지휘했다. 1799년 제1차 취리히 전투에서 그는 앙드레 마세나 군이 승리할 때 오스트리아군의 우익을 지휘했다. 슈바벤과 스위스 전역이 끝난 후 그는 건강이 좋지 않아 은퇴하여 1801년에 사망했다.

## 초기 경력
1749년 8월 3일 작센 포그틀란트의 하일스도르프 마을에서 태어난 나우엔도르프는 작센 귀족과 프로이센 국가 행정관의 집안에서 태어났다. 그의 할아버지는 예나의 주 변호사였다. 그의 아버지인 남작 카를 게오르그 크리시티안 나우엔도르프는 7년 전쟁에서 합스부르크 군에 복무한 기병 장교였으며, 콜린 전투에 참전했다. 그는 또한 1761년 9월 30일에서 10월 1일까지 에른스트 기데온 폰 라우동 남작의 군대의 일원이었으며, 이때 라우돈은 슈바이트니츠를 습격했다.
나우엔도르프는 1763년에 제8 후사르 연대에 합류했다. 1766년에 그의 아버지는 연대의 대령이자 소유주가 되었다. 1775년 그의 아버지가 사망하자 다고베르트 지크문트 폰 뷔름저는 대령과 연대소유자가 되었고, 연대는 제8 후사르 뷔름저 또는 뷔름저의 후사르로 알려지게 되었다.

### 보헤미아와 실레지아의 전쟁
1778년에 나우엔도르프는 뷔름저 후사르 연대의 기병대위(기병대장)였으며, 연대의 평시 수비대인 프레슈포로크(현재의 브라티슬라바)에 의해 보헤미아와 프로이센의 국경 근처에 주둔했다. 연말에 바이에른 공작 막시밀리안 3세 요제프(바이에른 선제후)가 예기치 않게 천연두로 사망했다. 바이에른 비텔스바흐 왕조의 마지막으로 13세기 신성로마제국 황제 루이 바이에른의 후손, 막시밀리안은 대부분의 독일 가옥과 관련이 있었고 바이에른은 전략적으로 위치하여 합스부르크 왕가, 주로 대공과 공동 섭정 요제프가 공국을 탐내도록 유인했다. 독일 국가의 영주들, 주로 작센 선제후, 프로이센 왕, 요제프 사이에 긴장이 고조 되었다. 그들의 외교관들은 바이에른 왕위 계승 위기로 인해 제기된 문제를 해결하기 위해 법원 사이를 오가는 반면, 프로이센의 프리드리히 2세, 작센의 프리드리히 아우구스트, 오스트리아의 요제프는 광범위한 군대를 보헤미아의 위치로 옮겼다.
1778년 7월 초, 프로이센의 장군 요한 야콥 폰 분쉬(1717-1788)는 바이에른 왕위 계승 전쟁의 개시 작전에서 요새 도시 나호드 근처의 보헤미아로 건너갔다. 나우엔도르프는 50명의 후사르만 보유하고 있었지만, 더 큰 프로이센군과 교전하기 위해 주둔지에서 출격했다. 분쉬를 만나면서 나우엔도르프는 늙은 프로이센 장군과 그의 부하들을 친구로 맞이했다. 프로이센군이 후사르의 충성을 깨달을 즈음에는 나우엔도르프와 그의 소규모 군대가 전략적 이점을 획득했다. 짧은 전투 후 분쉬는 철수했다. 다음 날 나우엔도르프는 소령으로 진급했다. 그녀의 아들 요셉에게 보낸 편지에서 황후 마리아 테레지아는 다음과 같이 썼다. “7명을 죽인 신인 나우엔도르프, 칼슈테터 또는 헝가리인을 너무 좋아해서 그에게 12두캇을 주었다고 한다.” 바이에른을 획득할 가능성에 매료된 조셉은 프로이센 군대에 대한 성공적인 공습을 장려했다. 1778년 8월 7일, 나우엔도르프는 그의 연대 중 2개 중대와 함께 클라드스코 백국령의 비버도르프에서 프로이센 수송대에 대한 급습을 이끌었다. 놀란 호송대가 항복하자 나우엔도르프는 장교 110명, 말 476마리, 밀가루 마차 240대, 수송마차 13대를 사로잡았다.
1779년 1월 17~18일에 또 다른 공습에서 나우엔도르프의 지휘관인 다고베르트 폰 뷔름저는 하벨슈베르트를 둘러싸고 있는 5개 종대로 글라츠 백국령으로 진격하여 마을을 습격했다. 오버쉬베델도르프(현재 찰레유프 구르니)에 있는 소위 스웨덴 블록하우스에 대한 후속 공격에서 하벨쉬베르트 마을이 곡사포에 의해 불탔다. 습격으로 헤센-필립스탈의 아돌프 공과 1,000명 이상의 병사, 3개의 대포와 10가지 색이 포로로 잡혔다. 뷔름저의 전방 순찰대는 글라츠의 외곽에 도달했고, 슈바이트니츠 근처의 프러시아와 질레시아의 국경 대부분을 순찰했다. 하벨쉬베르트와 오버쉬베델도르프는 모두 파괴되었다.
1779년 3월 3일, 나우엔도르프는 이번에는 더 큰 보병과 후사르 병력으로 베르베르스도르프를 다시 습격하고 프로이센 수비대 전체를 포로로 삼았다. 이 작전에 이어, 현재 황제가 된 요제프는 그에게 마리아 테레지아의 기사 십자 훈장을 수여했다(1779년 5월 19일). 이러한 종류의 행동은 전체 전쟁의 특징이었다. 큰 전투는 없었다. 반대측의 군대는 시골에서 떨어져 생활하면서 서로의 보급품과 식량에 대한 접근을 거부하기 위해 일련의 공습과 반격을 수행했다.

### 국경 전쟁에서의 작전
나우엔도르프는 1787년부터 1791년까지 오스만 전쟁 동안 합스부르크 군대와 함께 복무했다. 1788년 10월 19일부터 20일까지 나우엔도르프는 2개 후사르 중대와 함께 1,200명의 정예 시파히를 패배시켰다. 1788년 10월 23일 단 6개 후사르 중대와 함께 그는 바나트의 판체보 마을에 있는 터키 후위대를 공격했는데, 그 동안 터키 사령관은 치명상을 입었다. 1789년 9월 16일, 그는 다뉴브강 보레츠섬에 대한 성공적인 공습을 이끌었고, 터키군으로부터 크게 필요한 보급품을 확보했다. 그해 11월 9일, 그는 연대의 4개 중대를 이끌고 이른바 도나우강의 철문에서 16km 떨어진 글라도바를 점령했다. 나우엔도르프는 소위 2대령으로 제30 뷔름저 후사르 연대의 지휘관으로 임명되어 장교로 활동했다. 1779년 3월 12일, 요제프는 나우엔도르프를 백작 또는 그라프의 계급으로 승진시켰다.

## 라인강에서 오스트리아군의 행동
1792년, 나우엔도르프의 연대는 프랑스 혁명 전쟁에서 라인강 하류(북부)와 모젤강가의 트리에에서 복무했다. 그해 12월, 그의 연대는 라바롤리에르 사단의 모젤군의 공격으로부터 펠링겐, 메르츠키르헨, 오버로이켄을 성공적으로 방어했다.
1795년에 나우엔도르프는 마인츠를 구출한 클레르파이트 백작의 하류 라인 육군 원수인 샤를 조제프 드 크루아에서 복무했다. 10월 10일, 관측단의 일부가 호히스트에서 프랑스군을 놀라게 했다. 주르당은 마인츠의 봉쇄에서 그의 군대를 철수하고 있었다. 10월 13일, 클레르페이 백작의 관측단의 일부 사령관인 나우엔도르프는 그의 기병대를 마인강을 가로질러 보냈고, 보병은 배를 따라갔다. 그들은 니더하우젠에서 주르당의 후방 경비대를 놀라게 하고 압도하여 5개의 대포, 30개 이상의 마차 및 80개의 탄약 상자를 탈취했다. 10월 29일, 나우엔도르프는 마인츠에서 철수한 대부분의 프랑스 공성 열차와 보급품 마차를 점령했다. 마침내 그해 11월 6일 로헨하우젠에서의 승리로 프랑스 군대의 라인에모젤과 상브르에뫼즈의 통합이 저지되었다.
1796년 8월 24일 암베르그 전투로 이어지는 기동 작전에서 나우엔도르프의 기병 정찰대는 중요한 정보를 발견한 후 찰스 대공에게 다음과 같은 메시지를 보냈다. 암베르그에서 오스트리아군이 승리한 후, 나우엔도르프는 장 빅토르 모로 장군이 노이부르크에서 다뉴브강을 건너 려는 것을 막았고, 울름을 통과하여 오스트리아군을 측면 공격하려는 모로의 다음 시도를 저지했다.

### 스위스와 슈바비아에서의 행동
2차 연합 전쟁이 1799년 초에 시작되었을 때, 나우엔도르프는 오스트리아군의 승리로 오스트 라흐(3월 21일)와 슈토카흐(3월 25일)에서 싸웠다. 3월 초 그는 아우크스부르크에 의해 레흐강을 건너 17,000명의 상급 근위대를 이끌고 다뉴브강에서 약 9km, 자유 제국 도시에서 2km 미만 떨어진 오스트라흐 마을에 배치했다. 풀렌도르프. 요르단의 도나우강 3월 1일 라인강을 건너 동쪽으로 이동하여 아우크스부르크 근처에 주둔한 주요 오스트리아군과 북부 이탈리아의 오스트리아군 사이의 통신을 차단했다. 오스트라흐에서 그의 상급 근위대는 즉각적인 접촉의 충격을 받았지만, 육군의 주력부대는 그의 뒤에서 하루도 채 남지 않은 상태였고, 오스트리아군 사령관인 샤를 대공은 그의 군대를 3개의 돌격 부대로 나누어 동시 공격을 가했다. 프랑스 라인의 세 지점에서 공격; 치열한 전투의 하루가 끝난 후, 오스트리아군은 프랑스군을 북쪽과 남쪽에서 측면으로 배치하고 중앙의 전선을 돌파하겠다고 위협했다. 프랑스군은 뫼스키르히로 철수한 다음 엥겐으로 철수했다. 3월 25일 전투가 재개된 슈토카흐에서. 슈토카흐에서 나우엔도르프는 합스부르크 국경 전쟁에서 그랬던 것처럼 노련한 군대로 구성된 오스트리아 상급 근위대를 다시 지휘했다. 상급 근위대 또는 보루트는 전투 전에 오스트리아 본선의 중심으로 재배치되어 초기 전투에 가장 큰 타격을 입혔다.
프랑스군이 헤가우 지역에서 흑림 으로 후퇴한 후, 나우엔도르프는 5월 22일에 그의 군대를 이끌고 콘스탄스와 슈타인 암 라인 사이의 라인강을 건너 슈타이네그에 자리를 잡았다. 프리드리히(폰 호체 남작)의 종대가 5월 26일 빈터투어에서 프랑스군을 성공적으로 몰아낸 후, 샤를 대공은 나우엔 도르프에게 네프텐바흐 마을을 확보하라고 지시했는데, 이 마을은 취리히에서 프랑스군 주위를 반원형으로 폐쇄했다. 오스트리아 주력군이 나우엔도르프 휘하의 좌익과, 호체 휘하의 극좌익과 연합하자, 샤를은 취리히에 대한 공격을 명령했다. 6월 4일, 나우엔도르프는 취리히 전투에서 연합군의 우익을 지휘하는 프랑스군을 패주시키는 것을 도왔다. 안드레 마세나의 군대에 대한 지속적인 압박으로 마세나는 그의 군대를 리마트강 건너편으로 끌어당겨 그곳의 낮은 고리에 있는 진지를 파헤쳤고, 1799년 9월에 도시를 탈환하기 위한 적절한 순간까지 시간을 보냈다. 2차 취리히 전투; 나우엔도르프는 이 작전에 참석하지 않았으며 카를 대공과 함께 북쪽으로 마인츠를 향해 진군하고 있었다. 1800년, 나우엔도르프는 슈톡카와 엥겐에서 오스트리아군의 패배로 싸웠다. 5월 3일, 뫼스키르히 (5월 5일), 비베라흐(5월 9일).
나우엔도르프는 1800년 전역이 끝날 때 건강이 좋지 않아 은퇴했다. 그는 1801년 12월 30일 오스트리아 실레지아의 트로파우(오늘날 체코의 오파바)에서 사망했다.